# North of Fifty-Three (film 1917)
North of Fifty-Three è un film muto del 1917 diretto da Richard Stanton e William Desmond Taylor. Sceneggiato da Gardner Hunting e Bertha Muzzy Sinclair e prodotto dalla Fox Film Corporation, aveva come interpreti Dustin Farnum, William Conklin, Edward Alexander, Rex Downs, Frank Lanning.

## Trama
Dopo avere trovato in mezzo alla neve il corpo di Joe Brooks, il suo socio, assassinato, per 'Roaring Bill' Wagstaff iniziano i problemi. Le nuvole però sembrano dissolte quando nella vita di Bill appare Hazel Weir che, venuta nel West come insegnante, si perde nei boschi intorno a Cariboo Meadows. Quando Bill la salva, la porta nella sua capanna e le dichiara il suo amore ma lei lo respinge e lo lascia alla volta di Cariboo Meadows. In città, la giovane donna trova nei suoi confronti un clima di sospetto alimentato dalle maldicenze che girano sul suo conto. Quando Bill ne viene a conoscenza, decide di andare anche lui in città per sostenere Hazel e dichiararle la sua fiducia. Ma, mentre è in cammino, vede all'esterno del saloon appoggiate alla parete un paio di racchette da neve che erano appartenute al suo socio. Scoperto il nome del padrone delle racchette, va alla sua ricerca insieme alla fedele pistola. Dopo aver vendicato la morte di Joe, Bill torna da Hazel che questa volta accetta il suo amore.

## Produzione
Il film fu prodotto dalla Fox Film Corporation.

## Distribuzione
Il copyright del film, richiesto da William Fox, fu registrato il 23 settembre 1917 con il numero LP11453.

Distribuito dalla Fox Film Corporation, il film uscì nelle sale cinematografiche statunitensi il 23 settembre 1917.
Non si conoscono copie ancora esistenti della pellicola che viene considerata presumibilmente perduta.